# Geass (poder)
El Geass o mejor llamado Poder del Rey (王の力 Ō no Chikara?) es el poder especial de la serie Code Geass y Code Geass R2. Al inicio de la serie se tienen pocas referencias de estas habilidades especiales transmitidas por contacto visual en su mayoría pero en la segunda temporada comienza a tomar cierta importancia. Sólo los "brujos", también llamados "Codes" son inmunes a los poderes de esta habilidad.
La mejor definición para el Geass es la de una especie de maldición/bendición que permitiría al usuario, de una forma u otra, obtener lo que más desea; el efecto varía de una persona a otra, y cualquiera podría, en teoría, poseer un Geass. Cabe mencionar que este poder no afecta a los objetos inanimados, y aparentemente no desafía a ninguna ley del espacio o el tiempo por muy poderoso que sea el efecto de este; solo afecta a la gente.

## Adquisición del poder
Aunque no está del todo claro, existe un supuesto criterio especial para la obtención del mencionado poder y esto tiene que ver con el hecho de tocar físicamente o bien permitiendo la entrada a la mente de los "Codes" con lo cual se accede a este poder el cual varía dependiendo de la persona. El proceso para asimilarlo completamente puede tardar meses pero si el que hace el pacto llega a rechazarlo o bien usa el poder de manera excesiva, dicho poder será activado de forma violenta (en el caso de Mao, no puede permanecer desconcentrado de los mensajes de C.C. o de lo contrario la sobrecarga de pensamientos lo puede dejar loco) además de dejar dicho poder activo de forma permanente, cualquiera que esté cerca del portador, puede ser involuntariamente afectado por el poder (en el caso de Lelouch, llegó a lavarle accidentalmente el cerebro a Euphemia para provocar que matara a cientos de japoneses).

## Poseedores del Geass
No sólo Lelouch tiene un Geass. Hasta el momento han aparecido más personajes con esta habilidad:
- Lelouch Lamperouge : Lo obtuvo a través del contrato que hizo con C.C. Su Geass, "El Poder de la Obediencia Absoluta", le permite, por un corto período, controlar la mente de quien vea su Geass directamente de una manera similar a la hipnosis. Solamente puede ser utilizado una vez en cada persona. Lo tiene en el ojo izquierdo y lo puede activar a voluntad, hasta antes del incidente con Euphemia. Desde entonces su Geass permanece activo todo el tiempo. Lo pierde en el momento en que Charles Di Brittania borra y reescribe su memoria; pero lo recupera un año después gracias a C.C. En Code Geass R2, Lelouch depende de un lente de contacto para mantenerlo oculto. C.C le advierte a Lelouch que si el Geass llegase a aumentar su poder, ni el lente de contacto servirá, también se ha demostrado el efecto de su Geass a largo plazo, con la orden dada a suzaku de "vivir" en la primera temporada de la serie, que sigue teniendo efecto en algunos momentos de R2 donde la vida de suzaku corre peligro, o con la orden dada a gilford de que cuando Lelouch asumiera una posición determinada lo viera como si se tratara de Cornelia, permitiendo a Lelouch dar ciertas órdenes a Gillford en determinadas ocasiones. En el capítulo 21 de la R2 logra hacer que su Geass llegue al máximo poder, presentándose en sus dos ojos.

- Mao: Es el segundo personaje con Geass que aparece en la serie y fue concedido por C.C. El Geass de Mao le permite entrar en la mente de las víctimas ya que funciona sobre todo aquel que se encuentre en un radio de 500 metros alrededor suyo. Puede disminuir el radio de acción y entrar a recuerdos más profundos de la persona. Sin embargo, al igual que el de Lelouch, se vuelve demasiado poderoso y se sale de control, manteniéndolo siempre activo; esto le causa gran frustración y locura. Su Geass está en sus dos ojos y no necesita ningún tipo de contacto visual para activarlo.

- Rolo Lamperouge: El Geass de Rolo se encuentra en su ojo derecho y no requiere de ningún tipo de contacto para ser activado. Crea una esfera de un área limitada en el que cualquiera que se encuentre dentro del diámetro de esta será paralizado, haciendo parecer que Rolo pudiera tele transportarse o detener el tiempo. Lo puede utilizar mientras usa el Vincent. Recientemente se dio a conocer que el Geass detiene el corazón de Rolo mientras este lo mantenga activado, por tal motivo que el no puede usarlo más de 5 segundos de lo contrario causaría su muerte. De hecho, por usar su Geass excesivamente en un rango muy amplio mientras intenta salvar a Lelouch, muere en tierra firme.

- Charles Di Brittania: El hizo contacto con su hermano quien es llamado V.V .Su habilidad le permite borrar y reescribir la memoria de la víctima, como lo hizo con su hijo Lelouch. Se encuentra en sus dos ojos y no se conocen detalles sobre él.

- Lord Bismarck: Él es el Primer caballero de la Mesa Redonda, presenta su Geass en su ojo izquierdo, el cual se encuentra tapado. Le fue entregado por V.V. .Puede ver el futuro hasta probablemente 2 segundos de anticipación adivinando los movimientos de sus contrincantes. Fue presentado sólo una vez, en su batalla contra Suzaku.

- C.C.: Antes de convertirse en una Bruja, C.C. poseyó un Geass el cual le permitió ser querida por las personas que ella quisiera, la bruja con la que hizo un contrato fue una monja que antes de morir le dio el poder de ser bruja arrebatándole el uso del Geass pero volviéndola inmortal y con capacidad de ofrecer Geass a otras personas.

- Emperatriz Marianne: presenta el Geass en el ojo izquierdo, al igual que Lelouch, y también necestia ver directamente a los ojos de su víctima, el Geass de la Reina Marianne puede transferir su esencia (o su mente) a otra persona, este poder solo fue usado una vez y fue implantado en el Knight of Six Anya Earlstreim la cual conserva la esencia de la Reina Marianne. Este Geass según teorías fue concedido por C.C.

## Cancelador del Geass
Recientemente se ha desvelado que existe un Geass que anula todos los efectos de los Geass que pudieran estar en las personas, al contrario del disparo del Geass que es de color rojo, éste es azul y está representado por la misma ave en forma inversa. Jeremiah Gottwald obtuvo este poder pues fue usado en experimentos de la Orden del Geass sobre la base de C.C. con el cual anula los efectos de todo aquel que sea afectado por el Geass.Shirley Fenette fue víctima de este poder y como resultado, recobró la memoria de todo lo que pasó antes de que Lelouch borrara su memoria con ayuda del Geass, eso incluye el asesinato de su padre a manos de este último.Al igual que en el caso del Geass de Rolo, este no necesita contacto visual y sus efectos pueden ser "permanentes" si el usuario así lo quiere.

## En la mitología
En la mitología irlandesa existe un encantamiento mágico llamado Geis, el cual la persona maldita posee prohibiciones u obligaciones impuestas por el que lo maldijo.